# Nixa (Missouri)
Nixa is een plaats (city) in de Amerikaanse staat Missouri, en valt bestuurlijk gezien onder Christian County.

## Demografie
Bij de volkstelling in 2000 werd het aantal inwoners vastgesteld op 12.124.
In 2006 is het aantal inwoners door het United States Census Bureau geschat op 17.391, een stijging van 5267 (43,4%).

## Geografie
Volgens het United States Census Bureau beslaat de plaats een oppervlakte van
15,9 km², geheel bestaande uit land. Nixa ligt op ongeveer 348 m boven zeeniveau.

## Plaatsen in de nabije omgeving
De onderstaande figuur toont nabijgelegen plaatsen in een straal van 16 km rond Nixa.